# Homero, Ilíada
Homero, Ilíada (en italiano: Omero, Iliade) es una reescritura y reinterpretación del poema épico la Ilíada, de Homero. Es una novela escrita por Alessandro Baricco y publicada en Italia en 2004 por Fertrinelli; una traducción alespañol fue publicada en España por Anagrama en 2005.

## Estilo y estructura
La obra está basada en la traducción italiana de la Ilíada hecha por Maria Grazia Ciani. Para la traducción española, se tuvo en cuenta la de la Ilíada hecha por Emilio Crespo Güemes para la editorial Gredos.
Baricco narra la historia de la Ilíada directamente de la mano de personajes que protagonizan la acción, a los cuales  dedica capítulos enteros en los que cada uno expresa su situación mediante monólogos. Pero en algunos de los capítulos hay diálogos en los que intervienen varias voces, como la cuarta (Pándaro y Eneas), la octava (Diomedes y Odiseo) y la décima (Sarpedón, Ayante y Héctor).
Con respecto al texto original, Baricco ha optado por eliminar algunas de las repeticiones y la presencia de las deidades, mientras que en términos de lenguaje, eligió un italiano moderno, eliminando, en sus palabras, "todos los bordes arcaicos que se alejan del corazón de las cosas", así como intentando acercarse a un lenguaje más moderno con el que los lectores actuales puedan identificarse "porque acoger un texto que viene desde tan lejos significa, sobre todo, cantarlo con la música que es nuestra", y añadiendo breves frases que, dice, aportan contenido y ayudan al lector a entender mejor a los personajes y sus acciones.
Es importante comentar también el capítulo final —titulado "Otra belleza, apostilla sobre la guerra" por  Anagrama—, en el que reflexiona sobre la guerra y contrasta su opinión con la de algunos de los personajes, como Andrómaca y Aquiles.
Respecto a las traducciones, Baricco señala en la introducción de la edición de Anagrama la paradoja que crea al traducirse tantas veces de un idioma a otro:

Me he dado cuenta de que esto es añadir paradoja sobre paradoja. Un texto griego traducido al italiano que es adaptado en otro texto italiano y, al final, traducido, pongamos, al chino. Borges se habría frotado las manos. La posibilidad de perder aunque sólo sea fuerza del original homérico es indudablemente elevada. No sé imaginarme qué va a pasar. Pero me apetece saludar con afecto a los editores y a los traductores que han decidido embarcarse en una empresa como ésta: siento que son mis compañeros de viaje en una de las aventuras más peregrinas que uno podría vivir.(Baricco, 2010, p. 11)

Al final de la novela, que no aborda directamente la historia del caballo de Troya y la caída de la ciudad, Baricco agrega un capítulo en el que se narra el final de la guerra y que recuerda la canción de Demódoco en la Odisea, así como La toma de Ilión, de Trifiodoro.

## Lectura
El texto de Baricco se presentó en forma de lectura durante tres noches los días 24, 25 y 26 de septiembre del 2004 en el Auditorio Parco della Musica de Roma, y luego se repitió el 1, 2 y 3 de octubre en el Auditorium Gianni Agnelli de Turín.
La música fue dirigida por Giovanni Sollima, y los intérpretes de los monólogos fueron respectivamente:
- Fabrizia Sacchi:[9] Criseida, Andrómaca
- Paolo Rossi: Tersites
- Caterina Deregibus:[10]  Helena
- Simone Gandolfo:[11] Pándaro, Héctor, Agamenón
- Mariella Fabbris: Una nodriza
- Alessandro Baricco:  Néstor,  Fénix y Príamo.
- Carolina Felline:[12] Aquiles
- Sandro Veronesi: Odiseo
- Edoardo Nesi:[13] Diomedes.
- Elio Germano:[14] Patroclo, Antíloco
- Michele Di Mauro: Sarpedón, el río.
- Pierfrancesco Favino: Eneas, Ayante.
- Stefano Benni: Demódoco.

## Ediciones
- Original

Baricco, A. (2006). Omero, Iliade (11. ed). Milán: Feltrinelli.  ISBN 88-07-49031-5.
- Española

Baricco, A., González Rovira, X., y Homero. (2010). Homero, Ilíada. Barcelona: Anagrama. ISBN 978-84-339-7383-2.